# 山景巴士總站
山景巴士總站（英文：Shan King Bus Terminus）是香港新界屯門區一個巴士總站，位於菠蘿山以東山腳下旺賢街，在山景邨旁，鄰近輕鐵石排站，現時有3條巴士路線以此處為總站。
雖然城巴B3A線以「山景」為總站，但實際上並非停靠此站，而是在附近的石排頭路山景邨景樂樓對外的巴士站。

## 歷史
山景邨第1期於1983年起入伙，當時山景邨居民前往市區，需步行到石排頭路搭乘66或66M。
九巴於1985年1月31日開辦新路線57M，當時山景邨總站是設於石排頭路景麗樓外。
當局預計山景邨第2及第3期於1986年8月入伙後，景麗樓外的總站將會於3至4年內不敷應用，於是在1985年成立一個小組研究興建永久巴士總站的可行性，並於同年11月同意在2B路(即旺賢街)一幅土地興建總站。新總站於1986年11月1日正式劃為專營巴士專用，名為山景邨巴士總站（Shan King Estate Bus Terminus），九巴57M線卻要到1987年2月19日才遷進山景總站。
- 1985年1月30日：九龍巴士57M線投入服務。
- 1994年8月31日：九龍巴士257B線投入服務。
- 1997年10月3日：過海隧道巴士961線投入服務。
- 2001年8月20日：九龍巴士260P線投入服務。
- 2009年10月19日：九龍巴士257B線停止服務[4]。
- 2011年9月19日：九龍巴士260P線停止服務；九龍巴士258S線投入服務[5]。

## 總站路線資料

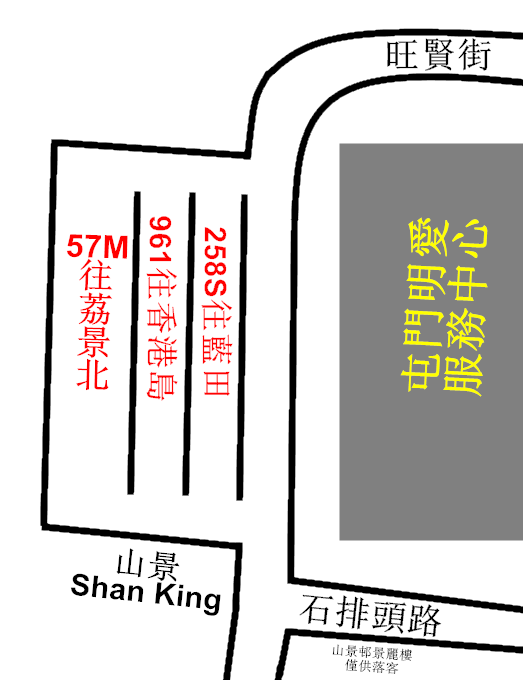
山景總站的平面圖

### 九龍巴士57M線
- 屯門（山景邨） ↔ 荔景（北）

由九龍巴士營運的一條路線，途經業旺邨、屯門市中心（只限回程）、屯門公路、荃灣、港鐵大窩口站、葵興及葵芳，於1985年1月31日起投入服務。

### 九龍巴士258S線
- 屯門（山景邨） → 藍田站

於2011年9月19日投入服務，途經大興邨、良景邨、田景邨、建生邨、屯門公路、龍翔道、黃大仙、新蒲崗、彩虹邨、九龍灣、牛頭角及觀塘市中心，為九龍巴士258D線的特別班次，只於平日(星期一至五)上午繁忙時間開出四班（0700, 0715, 0730, 0745）及(星期六)上午繁忙時間開出三班（0700, 0715, 0730）。

### 過海隧道巴士961線
- 屯門（山景邨） ↔ 灣仔（會議展覽中心）

提供屯門山景、屯門工業區、屯門市中心、安定及友愛往來港島中區及灣仔的巴士服務，於1997年10月3日起投入服務。

### 過海隧道巴士R961線
- 屯門（山景邨） → 銅鑼灣（維園正門）

## 外部連結
- 九巴 （页面存档备份，存于）